# Phrikoceros katoi
Espèce
Phrikoceros katoi est une espèce de vers plats polyclades marins de la famille des Pseudocerotidae. 

## Description

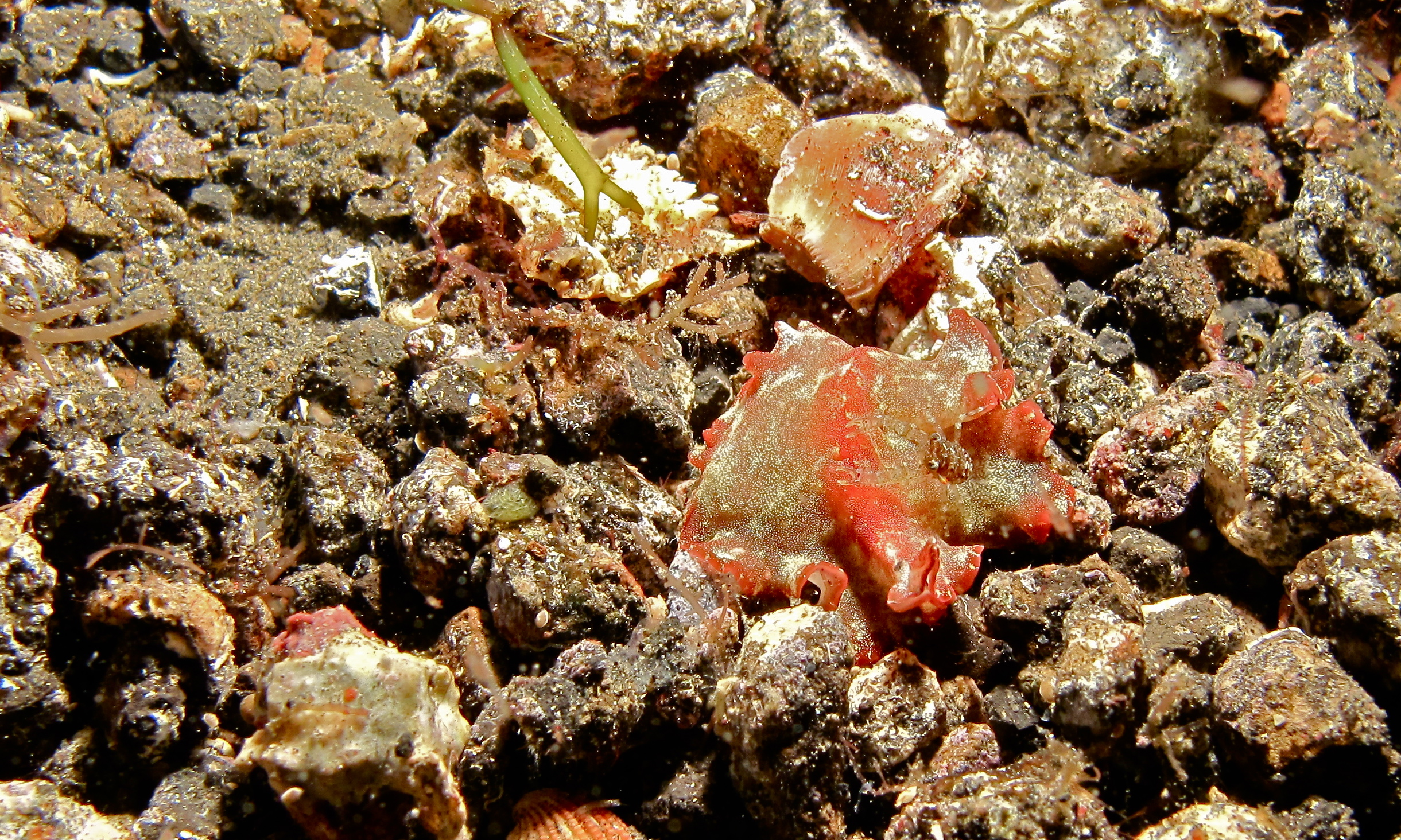
Phrikoceros katoi (Sulawesi, Indonésie)

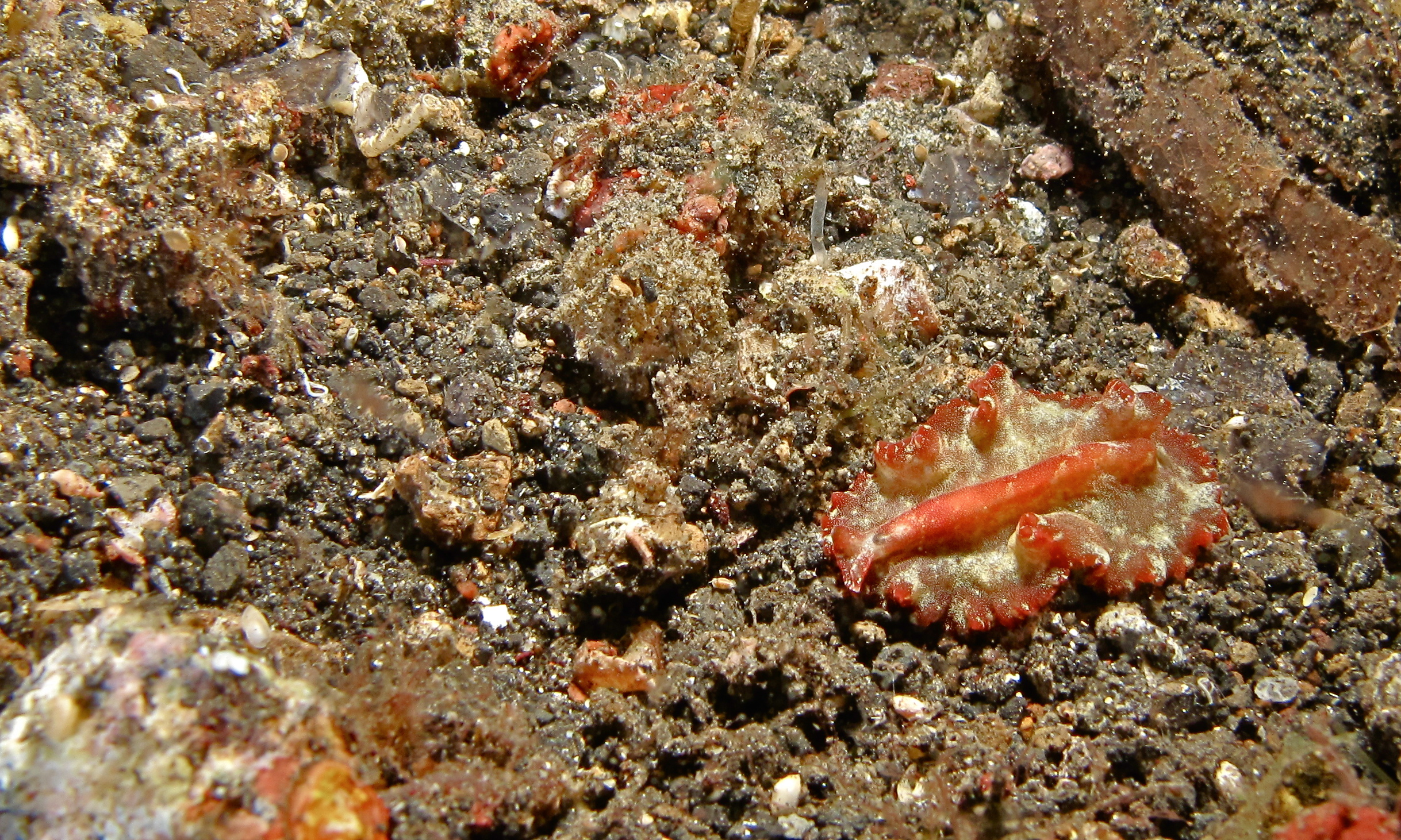
Phrikoceros katoi (Sulawesi, Indonésie)

### Diagnose
Le motif dorsal est orange avec des petits points blancs dispersés. La coloration orange est plus foncée à la marge avec deux taches de micro-points blancs, l'une en avant des ocelles cérébraux et l'autre près de l'extrémité postérieure,.

### Description détaillée
Le corps est ovale avec peu de volants et la couleur de fond est orange vif qui s’intensifie vers le bord. Des micro-pointes blanches couvrent la totalité de la surface dorsale en grappes irrégulières. Elles sont disposées en taches transversales sur certains spécimens et regroupées longitudinalement en deux clusters distincts, l'un placé derrière les ocelles cérébraux et l'autre placé vers l'arrière du corps. La surface ventrale est également orange et plus sombre vers le bord. Les pseudo-tentacules sont formés par des plis profonds de la marge antérieure avec deux volants latéraux profonds, carrés avec deux groupes denses d’ocelles. Les ocelles cérébrales forment un petit cluster rond avec environ 30 yeux. Le pharynx est long et étroit avec des plis simples situés vers l'avant.
Le système reproducteur mâle possède une grande vésicule séminale à parois fines, une petite vésicule prostatique allongée et un stylet pénien court logé dans un antrum peu profond. Le système femelle présente un antrum peu profond avec un vagin court dirigé en arrière entouré d'une masse épaisse de glandes cémentaires.

## Répartition
Cette espèce se rencontre en Australie.

## Taxonomie
L'espèce Phrikoceros katoi a été décrite par les zoologistes australiens Leslie J. Newman (de) & Lester Robert Glen Cannon en 1996. Ainsi, le nom valide complet (avec auteur) de ce taxon est Phrikoceros katoi Newman & Cannon, 1996.
L'holotype, récolté sur l'île Heron sur la Grande barrière de corail en Australie, est déposé au Queensland Museum de Brisbane (Australie).

## Espèces similaires
Phrikoceros katoi est assez similaire à Phrikoceros baibaiye et Phrikoceros diadaleos mais se distingue par une coloration orange plus foncée au bord, par l’absence de points sur le bord, et par la présence de deux taches de micro-points blancs, l'une placée en arrière des ocelles cérébraux et l'autre près de l'extrémité postérieure. De plus, Phrikoceros diadaleos présente des points de plus grande taille sur la totalité de la surface dorsale et arbore un bord blanc et une fine bande marginale noire sur tout le pourtour du corps et Phrikoceros baibaiye arbore une courte ligne blanche caractéristique derrière les ocelles cérébraux.

### Publication originale
1. 1 2 3 4 5   (en) Leslie J. Newman, Lester R. G. Cannon, « New genera of pseudocerotid flatworms (Platyhelminthes; Polycladida) from Australian and Papua New Guinean coral reefs », Journal of Natural History, vol. 30, n. 10, 1996, pp. 1425-1441

### Autres références
1. 1 2 3 4 5 6  D. Marcela Bolaños
, Bin Qi Gan, Rene S. L. Ong, « First records of pseudocerotid flatworms (Platyhelminthes: Polycladida: Cotylea) from Singapore: A taxonomic report with remarks on colour variation », The Raffles Bulletin of Zoology, Supplement No. 34, 2016, pp. 130-169 (pdf)
2. ↑  World Register of Marine Species, consulté le 27 novembre 2023.